# Институт молекулярной биологии имени В. А. Энгельгардта РАН
Институт молекулярной биологии им. В. А. Энгельгардта (ИМБ РАН) — научно-исследовательский институт Российской академии наук. Официальное название института с указанием организационно-правовой формы: Учреждение Российской академии наук Институт молекулярной биологии им. В. А. Энгельгардта РАН — статус государственного учреждения. Сокращенное название института: ИМБ РАН. Профиль работы организации: научно-исследовательский институт, занимающийся фундаментальными исследованиями в области биологии. Институт входит в состав Отделения биологических наук Российской академии наук.

## История института
Решение Президиума АН СССР об организации Института принято 26 апреля 1957 года. Фактически работа началась в 1959 году. До 1965 года — Институт радиационной и физико-химической биологии АН СССР. 12 мая 1988 года Институту было присвоено имя В. А. Энгельгардта.
Основатель: академик Владимир Александрович Энгельгардт (1894—1984).
Директор:
- 1957—1984 — академик В. А. Энгельгардт
- 1984—2003 — академик А. Д. Мирзабеков
- с 2003 года — академик РАН А. А. Макаров
- с 2021 — академик РАН С. Г. Георгиева

## Основные направления научных исследований
- основы регуляции экспрессии генов;
- молекулярная и клеточная инженерия; биоинженерия;
- онкогеномика, онкодиагностика, онкопрогностика, онковирусология;
- подвижные и повторяющиеся генетические элементы и их эволюция;
- молекулярная иммунология;
- структура и молекулярная динамика биополимеров;
- создание новых биологически активных соединений;
- генетическая энзимология;
- передача сигнала на молекулярном и клеточном уровне;
- геномика растений;
- геномная и протеомная биоинформатика;
- разработка фундаментальных основ новых молекулярных клеточных технологий, бионанотехнологии.

В институте работали выдающиеся российские и советские ученые Александр Александрович Баев, Александра Алексеевна Прокофьева-Бельговская, Александр Евсеевич Браунштейн, Максим Николаевич Мейсель, Михаил Владимирович Волькенштейн, Александр Антонович Краевский, Лев Львович Киселёв, Георгий Павлович Георгиев, Наталья Сергеевна Андреева, Яков Михайлович Варшавский, Татьяна Владимировна Венкстерн, Александр Яковлевич Варшавский, Ольга Петровна Самарина, Марат Яковлевич Карпейский, Александр Владимирович Зеленин и другие.

## Научно-исследовательские подразделения
В институте проводятся фундаментальные и прикладные исследования, их круг постоянно расширяется. Ниже перечислены научные подразделения института Архивная копия от 1 ноября 2021 на Wayback Machine и их руководители:

### Молекулярная биология клетки
- Лаборатория биологии стволовых и прогениторных клеток. Рук. д.б.н. Белявский Александр Вадимович
- Лаборатория регуляции внутриклеточного протеолиза. Рук. чл.-корр. РАН, д.б.н. В. Л. Карпов
- Лаборатория молекулярных механизмов нейродегенерации и старения. Рук. проф. А. С. Миронов
- Лаборатория структурно-функциональной геномики. Рук. д.б.н. Фролова Людмила Юрьевна
- Лаборатория молекулярных механизмов иммунитета. Рук. академик РАН С. А. Недоспасов
- Лаборатория клеточных основ развития злокачественных заболеваний. Рук. д.б.н. Прасолов Владимир Сергеевич
- Лаборатория молекулярно-генетических основ эндокринной регуляции. Рук. д.б.н. Рубцов Петр Михайлович
- Лаборатория пролиферации клеток. Рук. чл.-корр. РАН д.б.н. П. М. Чумаков
- Лаборатория факторов транскрипции. Рук. чл.-корр. РАН д.б.н. С. Г. Георгиева
- Лаборатория молекулярной кариологии. Рук. д.б.н. Муравенко Ольга Викторовна
- Лаборатория передачи внутриклеточных сигналов в норме и патологии. Рук. чл.-корр. РАН д.б.н. Д. В. Купраш
- Лаборатория механизмов и контроля трансляции. Рук. к.б.н. Алкалаева Елена Зиновьевна

### Структурная, функциональная и эволюционная геномика
- Лаборатория молекулярных механизмов биологической адаптации. — д.б.н. Евгеньев Михаил Борисович
- Лаборатория эволюции эукариотических геномов. — д.б.н. Крамеров Дмитрий Александрович (Отдельная страница лаборатории)
- Лаборатория эпигенетических механизмов регуляции экспрессии генов. — д.б.н. Чуриков Николай Андреевич

### Структурно-функциональный анализ биополимеров
- Лаборатория ДНК-белковых взаимодействий. Рук. к.ф.-м.н. Калюжный Дмитрий Николаевич
- Лаборатория химических основ биокатализа. Рук. к.х.н. Сольев Павел Николаевич
- Лаборатория молекулярных основ действия физиологически активных соединений. Рук. академик РАН С. Н. Кочетков
- Лаборатория биологических микрочипов. Рук. д.ф.-м.н. Заседателев Александр Сергеевич
- Лаборатория конформационного полиморфизма белков в норме и патологии. Рук. академик РАН А. А. Макаров
- Лаборатория дизайна и синтеза биологически активных соединений. Рук. д.х.н. Тимофеев Эдуард Николаевич
- Лаборатория вычислительных методов системной биологии. Рук. д.ф.-м.н. Туманян Владимир Гайевич
- Лаборатория технологий молекулярной диагностики. Рук. д.б.н. Грядунов Дмитрий Александрович
- Лаборатория постгеномных исследований. Рук. к.б.н. А. В. Кудрявцева